# Lac Tourrat
Pour les articles homonymes, voir Tourrat (homonymie).
Le lac Tourrat est un lac de la chaîne de montagne des Pyrénées françaises situé dans le département des Hautes-Pyrénées de la région Occitanie.
Le lac a une superficie de 9,6 ha pour une altitude de 2 619 m .

## Toponymie
Tourrat signifie « glacé », donc le lac glacé.

## Géographie
Le lac se trouve sur le territoire de la commune de Luz-Saint-Sauveur, dans le vallon du Barrada.

### Topographie
| Laquet du Tourrat                       | Ruisseau de Bugarret   | Arête de Cap-de-Long Hourquette de Bugarret (2 614 m) |
| Arête de Crabounouse Lac de Crabounouse | lac Tourrat            | Col Tourrat (2 604 m) Arête de Cap-de-Long            |
| Pic de Crabounouse (3 021 m)            | Glacier du Lac Tourrat | Pic Long (3 192 m)                                    |

### Hydrographie
Le lac a pour émissaire le Ruisseau de Bugarret qui se jette dans le gave de Gavarnie.

### Géologie
Le lac Tourrat est un lac glaciaire de montagne du glacier du Lac Tourrat, dont la formation se passe en trois étapes majeures :
1) À l'Éocène vers −40 Ma se forme la chaîne des Pyrénées à la suite de la remontée vers le nord de la plaque africaine qui entraîne avec elle la plaque ibérique. Cette dernière glisse alors sous la plaque eurasiatique située plus au nord, ce qui entraîne le plissement, le relèvement et le charriage des couches géologiques de la croûte terrestre,.
2) À partir du Pliocène puis surtout du Pléistocène, de −5 Ma à −10 000 ans, un refroidissement général du climat entraîne la formation de glaciers et d'une érosion glaciaire (vallées, cirques, moraines, ombilics, etc) dans toute la chaîne des Pyrénées.
3) Depuis l'Holocène, à partir de −10 000 ans, un redoux climatique entraîne la disparition des glaciers et la formation dans leur sillage de nombreux lacs glaciaires qui sont de deux sortes, :
- le lac de verrou qui se forme dans un ombilic glaciaire formant un creux naturel et terminé par un verrou glaciaire rocheux.
- le lac de moraine qui se forme derrière une moraine agissant comme un barrage naturel.

## Histoire

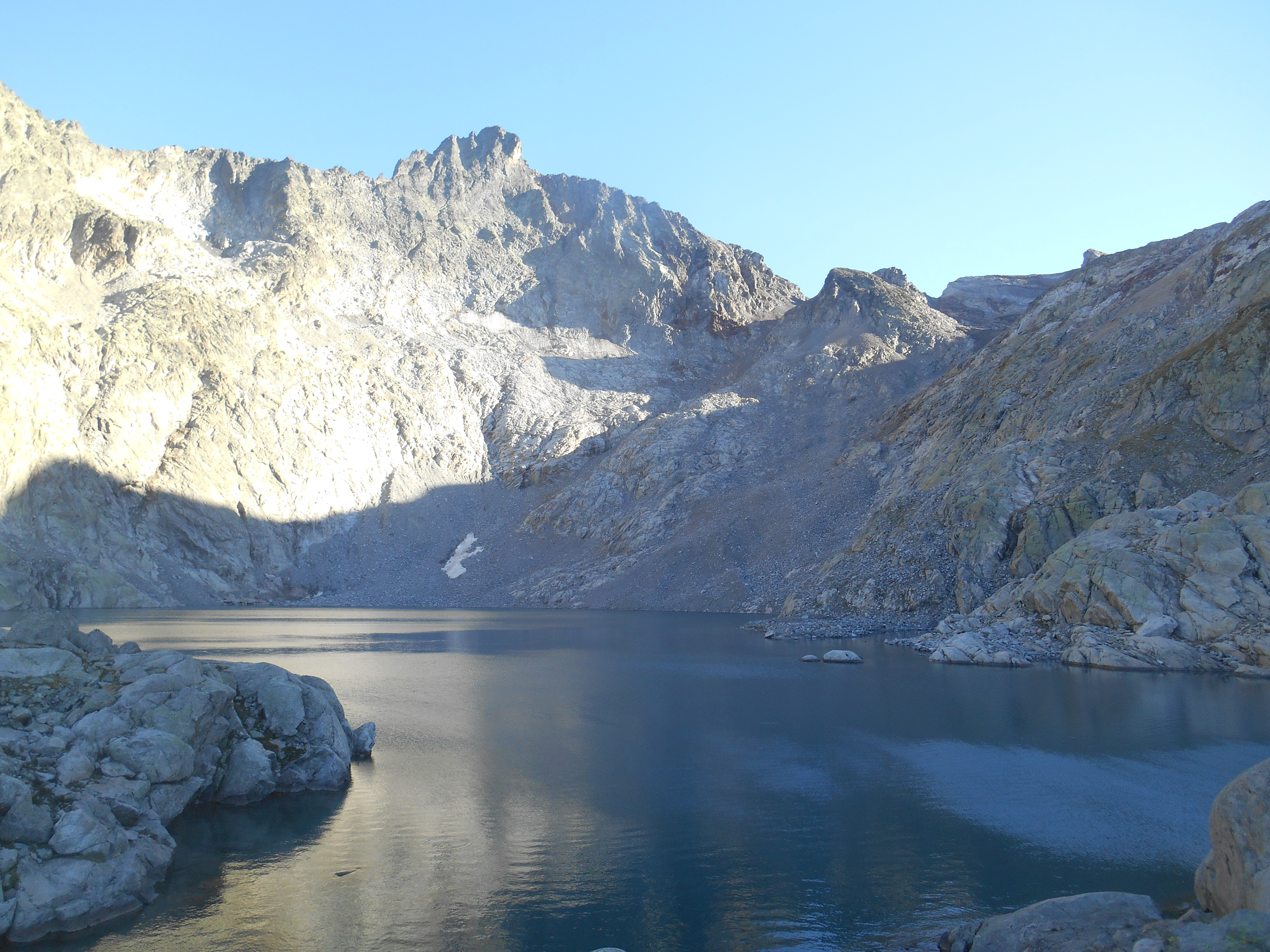
Lac Tourrat au pied du Pic Long.

## Protection environnementale
Le lac est situé dans le parc national des Pyrénées.
Le lac fait partie d'une zone naturelle protégée, classée ZNIEFF de type 1 : Montagnes de Campbieil et Barrada et vallon du Barrada et de type 2 : Haute vallée du gave de Pau : Vallées de Gèdre et Gavarnie.

## Randonnées
Le lac Tourrat est accessible au départ du lac de Cap de Long en passant par la Hourquette de Bugarret ou le col des Pêcheurs. Il est également accessible par le long sentier au départ de Luz-Saint-Sauveur et débouchant par le col de Pierreffite.